# Diocesi di Tshilomba
La diocesi di Tshilomba (in latino Dioecesis Tshilombana) è una sede della Chiesa cattolica nella Repubblica Democratica del Congo suffraganea dell'arcidiocesi di Kananga. Nel 2022 contava 792.000 battezzati su 1.320.000 abitanti. È retta dal vescovo Sebastien Kenda Ntumba.

## Territorio
La diocesi comprende l'intero territorio di Luilu e la città di Mwene-Ditu, nella provincia di Lomami.
Sede vescovile è la città di Tshilomba, dove sorge la cattedrale di San Giacomo.
Il territorio si estende su 11.747 km² ed è suddiviso in 27 parrocchie.

## Storia
La diocesi è stata eretta il 25 marzo 2022 da papa Francesco, con la bolla Cum qui abstulit primam, ricavandone il territorio dalla diocesi di Luiza.

## Cronotassi dei vescovi
Si omettono i periodi di sede vacante non superiori ai 2 anni o non storicamente accertati.
- Sebastien Kenda Ntumba, dal 25 marzo 2022

## Statistiche
La diocesi, al momento dell'erezione nel 2022, su una popolazione di 1.320.000 persone contava 792.000 battezzati, corrispondenti al 60,0% del totale.
| anno | popolazione | popolazione | popolazione | presbiteri | presbiteri | presbiteri | presbiteri                | diaconi | religiosi | religiosi | parrocchie |
| anno | battezzati  | totale      | %           | numero     | secolari   | regolari   | battezzati per presbitero | diaconi | uomini    | donne     | parrocchie |
| ---- | ----------- | ----------- | ----------- | ---------- | ---------- | ---------- | ------------------------- | ------- | --------- | --------- | ---------- |
| 2022 | 792.000     | 1.320.000   | 60,0        | 76         | 76         | ?          | 10.421                    | 4       | 6         | 233       | 27         |